# بتسی بیکر
بتسی بیکر (انگلیسی: Betsy Baker؛ زادهٔ ۸ مهٔ ۱۹۵۵) بازیگر اهل ایالات متحده آمریکا است.
از فیلم‌ها و مجموعه‌های تلویزیونی‌ای که وی در آن نقش داشته‌است، می‌توان به مرده شریر و بخش فوریت‌های پزشکی اشاره کرد.